# Dörre Tivadar (festő, 1858–1932)

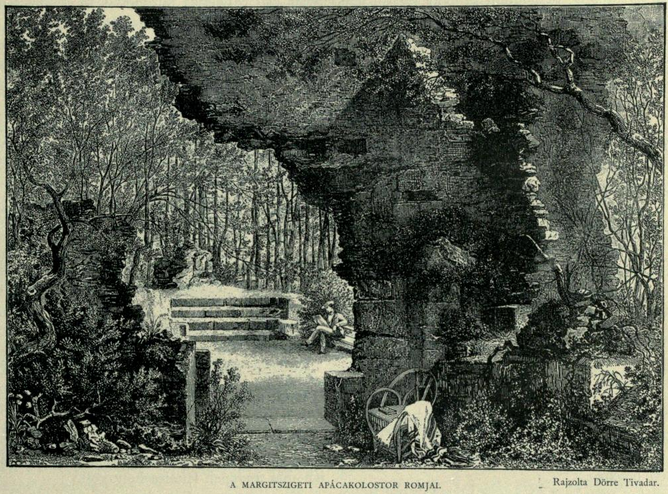
Kolostorrom a Margit-szigeten (1902)

Dörre Tivadar (Nemespécsely, 1858. augusztus 23. – Budapest, 1932. április 25.) festő, illusztrátor, rajztanár.

## Élete
Dörre Antal és Hartmanngruber Ernesztina fia. Mint litográfus dolgozott Versecen, később Budapestre került, ahol a kataszteri hivatal tisztviselője volt. 1894-ben szerzett oklevelet, ekkortól rajztanárként dolgozott, illusztrációkat készített a Vasárnapi Újság számára, ami ismeretté tette a nevét. Az Osztrák-Magyar Monarchia írásban és képben című sorozat illusztrálásában is részt vett. A rajztanítás megreformálásán munkálkodott. Művei a Magyar Nemzeti Galériában találhatók. Neje Kimnach Klotild volt.